# Léon Chavalliaud

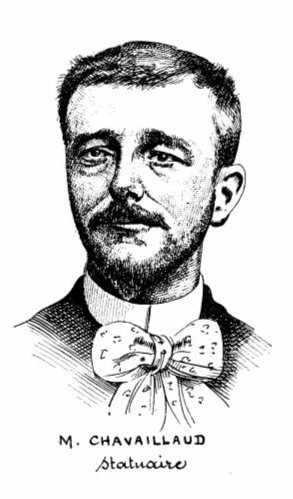
Tristan de Pyègne: Léon Chavalliaud, Zeichnung, vor 1896

Léon-Joseph Chavalliaud (* 29. Januar 1858 in Reims; † 5. Februar 1919 in Boissy-sans-Avoir) war ein französischer Bildhauer, der auch in England wirkte. 

## Leben
Chavalliaud studierte nach der Lehrzeit im Atelier Bulteau in Reims mithilfe eines Stipendiums seiner Heimatstadt an der École des Beaux-Arts in Paris. Seine wichtigsten Lehrer waren Alexandre Falguière, François Jouffroy und Louis Auguste Roubaud. In den 1880er Jahren erhielt er für sein Werk Mère Spartiate („Spartiatische Mutter“) einen Prix de Rome. Vor allem mit seinen Porträtskulpturen fand er nun mehr und mehr Anerkennung. In den 1890er und frühen 1900er Jahren lebte und arbeitete er in England.
Chavalliaud war verheiratet mit Marie Julienne Rousseau. Seine sterblichen Überreste ruhen seit 1923 auf dem Cimetière du Nord in Reims.

## Werke (Auswahl)

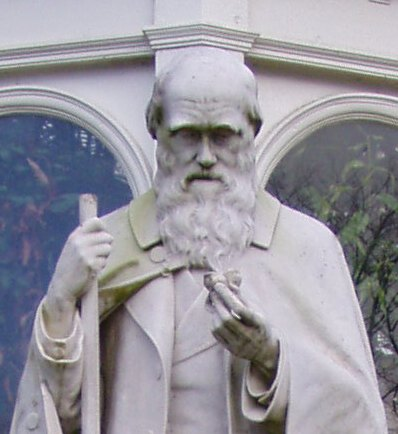
Charles Darwin, Sefton Park, Liverpool
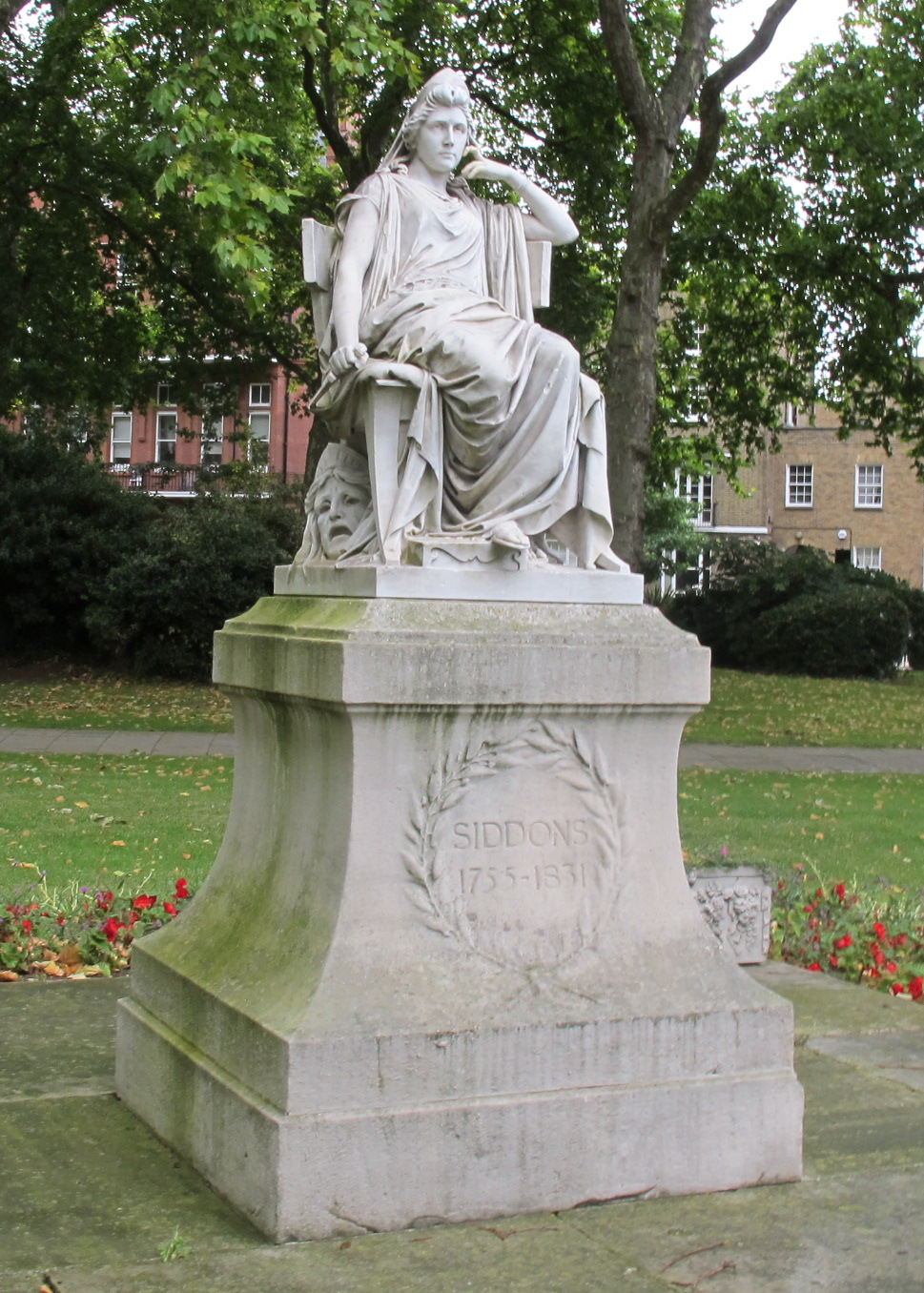
Sarah Siddons, Paddington Green, London
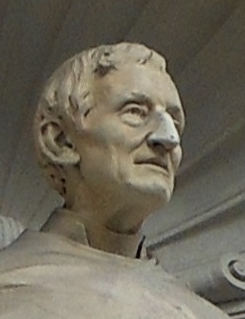
John Henry Newman, Newman-Denkmal, London
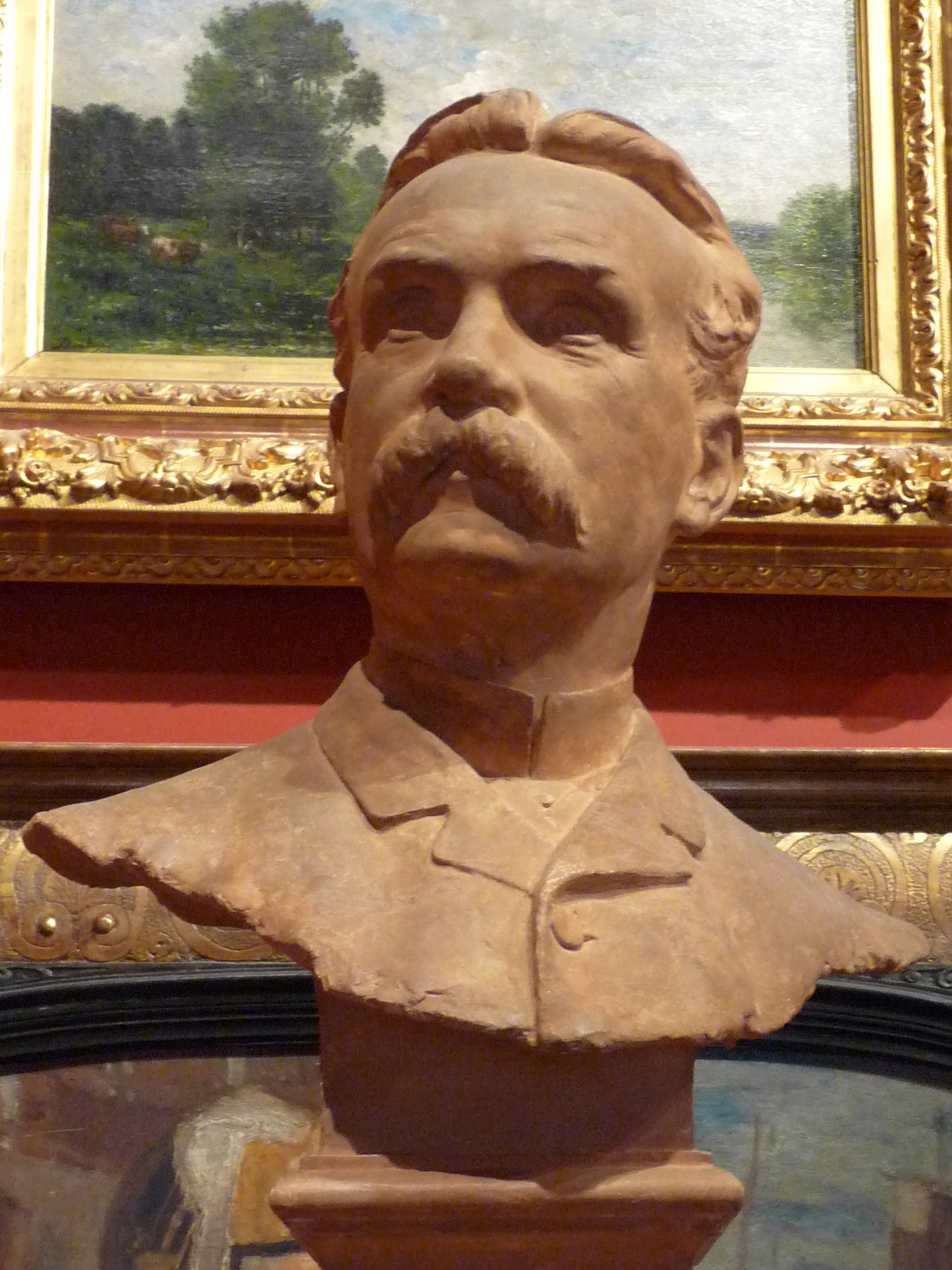
Henry Vasnier, Musée des Beaux-Arts, Reims